# قطار خودکششی الکتریکی

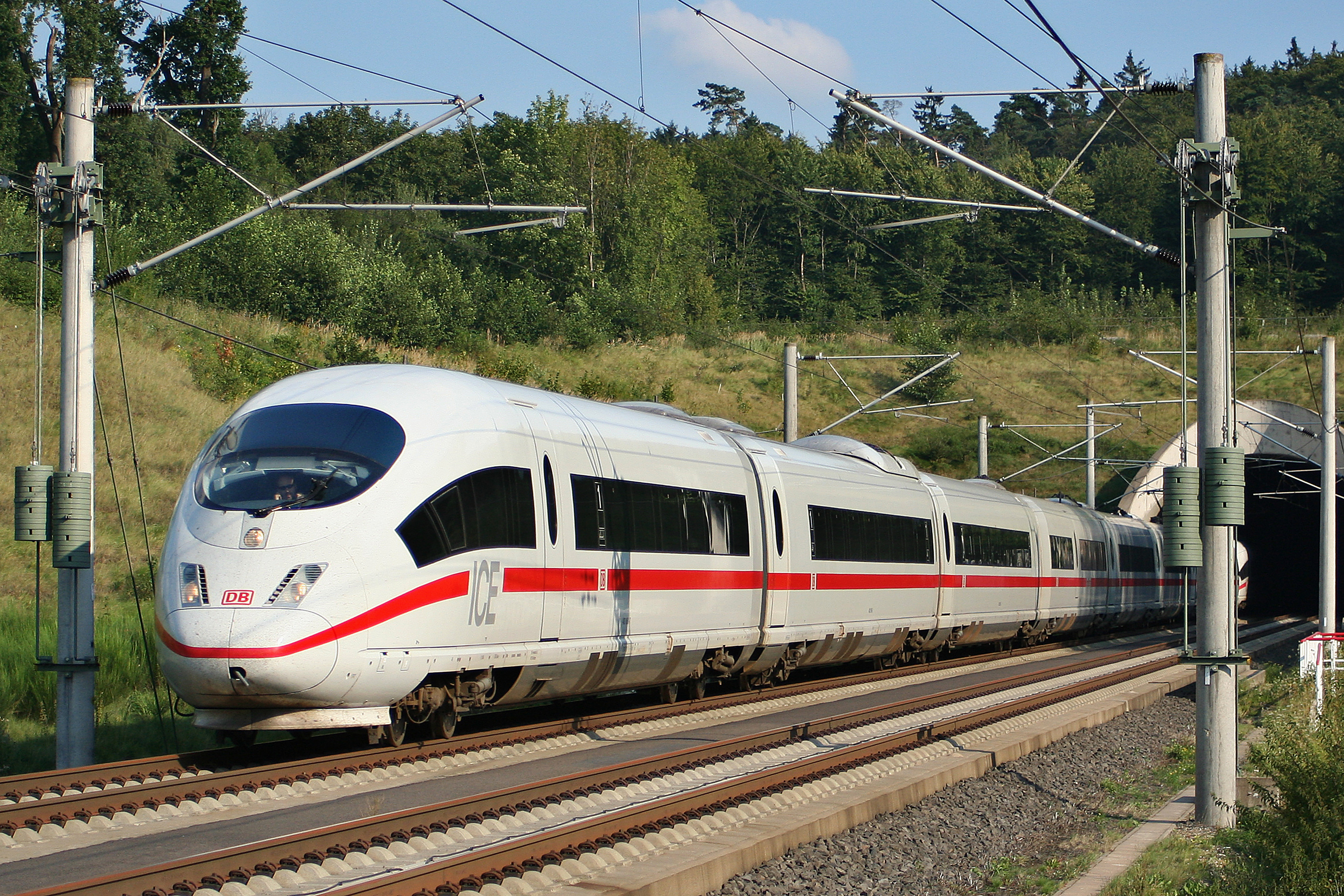
قطار 320 km/h در راینلاند-فالتس، آلمان

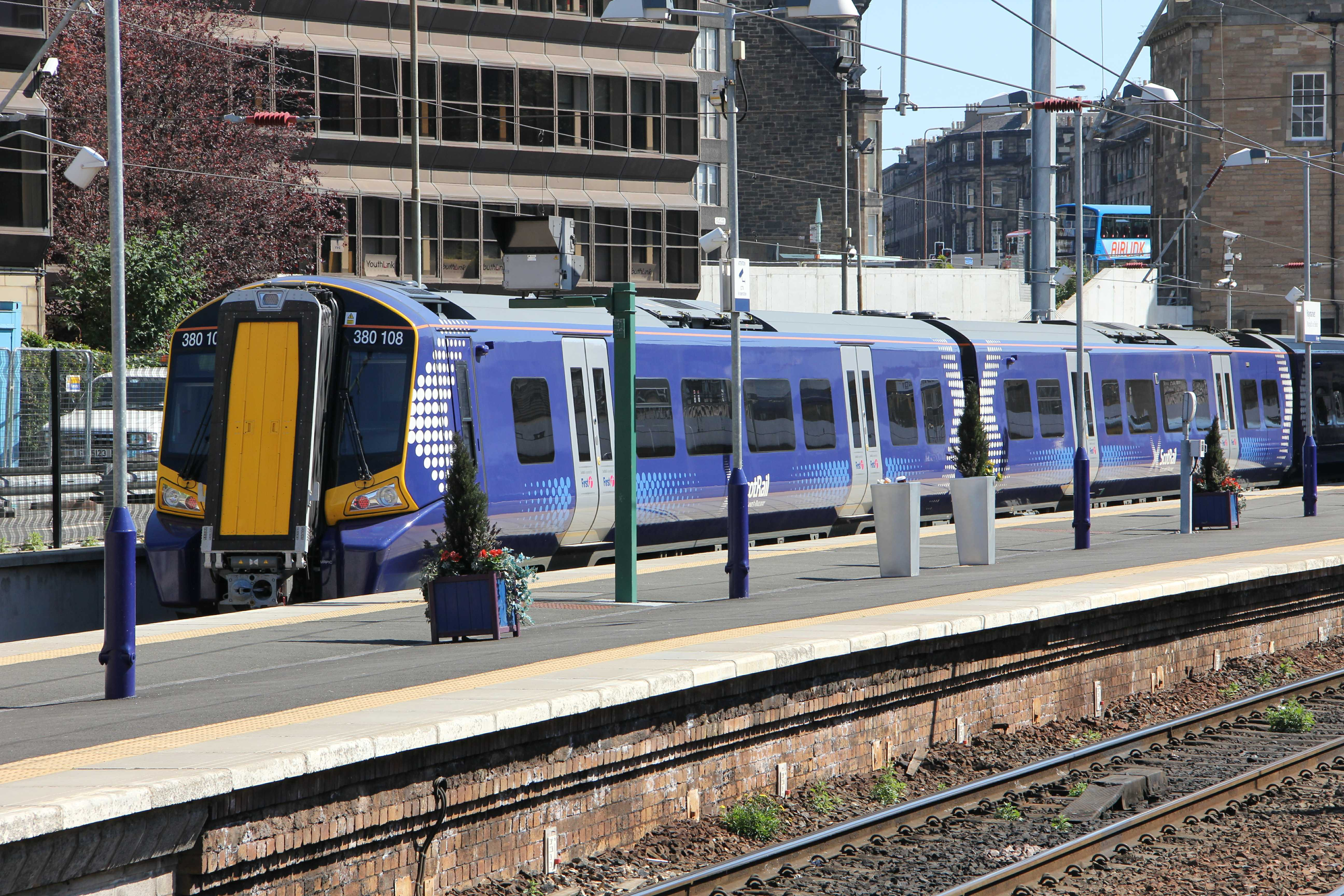
ایستگاه راه‌آهن هیمارکت، ادینبرا، اسکاتلند

قطار خودگرانشی برقی (انگلیسی: Electric multiple unit یا به‌اختصار EMU) یک قطار خودگرانشی است که توسط نیروی برق حرکت می‌کند و معمولاً برای قطارهای مسافری طراحی و ساخته می‌شود.
معمولاً این قطارها به دلیل سرعت بالا و عدم آلودگی استفاده زیادی در شبکه راه‌آهن بین‌شهری و حومه‌ای دارد.